# Conchyliurus bhimilensis
Conchyliurus bhimilensis is een eenoogkreeftjessoort uit de familie van de Clausidiidae. De wetenschappelijke naam van de soort is voor het eerst geldig gepubliceerd in 1976 door Devi.